# Qualificazioni alla CONCACAF Women's Gold Cup 2024
Questa voce raccoglie un approfondimento sui risultati degli incontri validi come qualificazioni alla CONCACAF Women's Gold Cup 2024 (ufficialmente denominate Road to CONCACAF W Gold Cup).

## Formula
La competizione è stata ideata per selezionare 6 delle 12 partecipanti alla fase finale della CONCACAF Women's Gold Cup 2024. Le altre partecipanti sono le 2 squadre nordamericane qualificate per le Olimpiadi e alle 4 nazionali ospiti provenienti da altre confederazioni.
Alla competizione sono state ammesse 34 delle 41 nazionali di calcio femminile aderenti alla CONCACAF. Queste squadre sono state divise in tre leghe (A, B e C), ciascuna formata da tre gironi all'italiana; da tre squadre per la Lega A e da quattro squadre per le Leghe B e C. L'11 maggio il Consiglio della CONCACAF ha approvato modifiche a seguito del ritiro delle Isole Vergini britanniche e Sint Maarten, così le nazionali di Bonaire, Cuba e Santa Lucia sono state inserite nella Lega C indipendentemente dalla loro posizione ranking (in seguito alla conferma tardiva della loro partecipazione), mentre le Bahamas sono state avanzate di fascia. Le nazionali della Guyana francese, di Montserrat e di Saint-Martin non si sono iscritte alla competizione.
Le formazioni si sono sfidate in partite di andata e ritorno e le prime tre squadre della Lega A si sono qualificate direttamente alla fase finale, mentre le tre seconde dei gironi della Lega A e le tre vincitrici dei gironi della Lega B parteciperanno agli spareggi per competere per gli ultimi tre posti.

## Sorteggio
Il 27 aprile 2023 la CONCACAF ha annunciato che le squadre partecipanti sarebbero state suddivise in leghe e fasce in base alla classifica femminile CONCACAF di marzo 2023, con la Lega A contenente tre fasce di tre squadre, con la Lega B contenente quattro fasce di tre squadre e con la Lega C contenente tre fasce di quattro squadre e una fascia di una squadra. Il sorteggio per la fase a gironi si è svolto a Miami il 17 maggio 2023. Le fasce sono state sorteggiate in sequenza, con le squadre sorteggiate assegnate ai gruppi in ordine crescente.
| Urna | Squadra             | Pt    | Pos |
| ---- | ------------------- | ----- | --- |
| 1    | Costa Rica          | 3.831 | 3   |
| 1    | Giamaica            | 3.496 | 4   |
| 1    | Messico             | 3.085 | 5   |
| 2    | Panama              | 2.381 | 6   |
| 2    | Haiti               | 2.235 | 7   |
| 2    | Trinidad e Tobago   | 2.231 | 8   |
| 3    | Guatemala           | 1.221 | 9   |
| 3    | Porto Rico          | 958   | 11  |
| 3    | Saint Kitts e Nevis | 943   | 12  |

| Urna | Squadra                   | Pt  | Pos |
| ---- | ------------------------- | --- | --- |
| 1    | El Salvador               | 846 | 13  |
| 1    | Guyana                    | 844 | 14  |
| 1    | Rep. Dominicana           | 823 | 15  |
| 2    | Bermuda                   | 820 | 16  |
| 2    | Nicaragua                 | 777 | 17  |
| 2    | Antigua e Barbuda         | 722 | 18  |
| 3    | Honduras                  | 556 | 19  |
| 3    | Suriname                  | 499 | 20  |
| 3    | Saint Vincent e Grenadine | 427 | 21  |
| 4    | Martinica                 | 409 | 22  |
| 4    | Barbados                  | 405 | 23  |
| 4    | Dominica                  | 365 | 24  |

| Urna | Squadra                   | Pt    | Pos |
| ---- | ------------------------- | ----- | --- |
| 1    | Cuba                      | 1.080 | 10  |
| 1    | Isole Vergini Americane   | 332   | 25  |
| 1    | Belize                    | 324   | 26  |
| 1    | Curaçao                   | 318   | 27  |
| 2    | Isole Cayman              | 305   | 28  |
| 2    | Saint Lucia               | 301   | 29  |
| 2    | Aruba                     | 274   | 30  |
| 2    | Grenada                   | 65    | 31  |
| 3    | Anguilla                  | 133   | 32  |
| 3    | Turks e Caicos            | 122   | 33  |
| 3    | Isole Vergini Britanniche | 62    | 34  |
| 3    | Guadalupa                 | 23    | 35  |
| 3    | Bahamas                   | 0     | 36  |
| 4    | Bonaire                   | 0     | 37  |
| 4    | Sint Maarten              | 0     | 40  |

## Calendario
Il 10 dicembre 2020 il Consiglio della CONCACAF ha approvato la struttura e il calendario della competizione, mentre le date delle partite di qualificazione sono state annunciate dalla CONCACAF il 5 luglio 2023. La fase di qualificazione si è giocata dal 20 settembre al 5 dicembre 2023. Gli spareggi erano originariamente previsti per marzo 2024, ma sono stati spostati al 17 febbraio 2024 poiché la fase finale si disputerà dal 20 febbraio al 10 marzo 2024.
| Fase          | Turno      | Date                          |
| ------------- | ---------- | ----------------------------- |
| Fase a gironi | Giornata 1 | 20–26 settembre 2023          |
| Fase a gironi | Giornata 2 | 20–26 settembre 2023          |
| Fase a gironi | Giornata 3 | 25–31 ottobre 2023            |
| Fase a gironi | Giornata 4 | 25–31 ottobre 2023            |
| Fase a gironi | Giornata 5 | 29 novembre – 5 dicembre 2023 |
| Fase a gironi | Giornata 6 | 29 novembre – 5 dicembre 2023 |
| Play-off      | Play-off   | 17 febbraio 2024              |

## Lega A

### Gruppo A
| Pos | Squadra           | Pt | G | V | P | S | RF | RS | DR  |
| --- | ----------------- | -- | - | - | - | - | -- | -- | --- |
| 1.  | Messico           | 12 | 4 | 4 | 0 | 0 | 12 | 1  | +12 |
| 2.  | Porto Rico        | 4  | 4 | 1 | 1 | 2 | 3  | 6  | -3  |
| 3.  | Trinidad e Tobago | 1  | 4 | 0 | 1 | 3 | 1  | 9  | -8  |

| Squadra           | Messico (bandiera) | Trinidad e Tobago (bandiera) | Porto Rico (bandiera) |
| ----------------- | ------------------ | ---------------------------- | --------------------- |
| Messico           |                    | 6 – 0                        | 2 – 1                 |
| Trinidad e Tobago | 0 – 1              |                              | 1 – 2                 |
| Porto Rico        | 0 – 3              | 0 – 0                        |                       |

### Gruppo B
| Pos | Squadra   | Pt | G | V | P | S | RF | RS | DR |
| --- | --------- | -- | - | - | - | - | -- | -- | -- |
| 1.  | Panama    | 7  | 4 | 2 | 1 | 1 | 8  | 5  | +3 |
| 2.  | Guatemala | 5  | 4 | 1 | 2 | 1 | 6  | 8  | -2 |
| 3.  | Giamaica  | 3  | 4 | 0 | 3 | 1 | 5  | 6  | -1 |

| Squadra   | Giamaica (bandiera) | Panama (bandiera) | Guatemala (bandiera) |
| --------- | ------------------- | ----------------- | -------------------- |
| Giamaica  |                     | 1 – 1             | 2 – 2                |
| Panama    | 2 – 1               |                   | 2 – 3                |
| Guatemala | 1 – 1               | 0 – 3             |                      |

### Gruppo C
| Pos | Squadra             | Pt | G | V | P | S | RF | RS | DR  |
| --- | ------------------- | -- | - | - | - | - | -- | -- | --- |
| 1.  | Costa Rica          | 9  | 4 | 3 | 0 | 1 | 32 | 2  | +30 |
| 2.  | Haiti               | 9  | 4 | 3 | 0 | 1 | 26 | 2  | +24 |
| 3.  | Saint Kitts e Nevis | 0  | 4 | 0 | 0 | 4 | 0  | 54 | -54 |

| Squadra             | Costa Rica (bandiera) | Haiti (bandiera) | Saint Kitts e Nevis (bandiera) |
| ------------------- | --------------------- | ---------------- | ------------------------------ |
| Costa Rica          |                       | 2 – 1            | 11 – 0                         |
| Haiti               | 1 – 0                 |                  | 13 – 0                         |
| Saint Kitts e Nevis | 0 – 11                | 0 – 19           |                                |

## Lega B

### Gruppo A
| Pos | Squadra           | Pt | G | V | P | S | RF | RS | DR  |
| --- | ----------------- | -- | - | - | - | - | -- | -- | --- |
| 1.  | Guyana            | 15 | 6 | 5 | 0 | 1 | 20 | 2  | +18 |
| 2.  | Suriname          | 12 | 6 | 4 | 0 | 2 | 17 | 2  | +15 |
| 3.  | Antigua e Barbuda | 4  | 6 | 1 | 1 | 4 | 3  | 8  | -5  |
| 4.  | Dominica          | 4  | 6 | 1 | 1 | 4 | 2  | 30 | -28 |

| Squadra           | Guyana (bandiera) | Antigua e Barbuda (bandiera) | Suriname (bandiera) | Dominica (bandiera) |
| ----------------- | ----------------- | ---------------------------- | ------------------- | ------------------- |
| Guyana            |                   | 3 – 0                        | 1 – 0               | 5 – 0               |
| Antigua e Barbuda | 2 – 1             |                              | 0 – 1               | 1 – 2               |
| Suriname          | 0 – 1             | 1 – 0                        |                     | 11 – 0              |
| Dominica          | 0 – 9             | 0 – 0                        | 0 – 4               |                     |

### Gruppo B
| Pos | Squadra     | Pt | G | V | P | S | RF | RS | DR  |
| --- | ----------- | -- | - | - | - | - | -- | -- | --- |
| 1.  | El Salvador | 18 | 6 | 6 | 0 | 0 | 24 | 2  | +22 |
| 2.  | Martinica   | 7  | 6 | 2 | 1 | 3 | 7  | 15 | -8  |
| 3.  | Nicaragua   | 5  | 6 | 1 | 2 | 3 | 5  | 11 | -6  |
| 4.  | Honduras    | 4  | 6 | 1 | 1 | 4 | 5  | 13 | -8  |

| Squadra     | El Salvador (bandiera) | Nicaragua (bandiera) | Honduras (bandiera) | Martinica (bandiera) |
| ----------- | ---------------------- | -------------------- | ------------------- | -------------------- |
| El Salvador |                        | 4 – 1                | 5 – 0               | 9 – 1                |
| Nicaragua   | 0 – 3                  |                      | 2 – 1               | 1 – 1                |
| Honduras    | 0 – 1                  | 1 – 1                |                     | 1 – 4                |
| Martinica   | 0 – 2                  | 1 – 0                | 0 – 2               |                      |

### Gruppo C
| Pos | Squadra                   | Pt | G | V | P | S | RF | RS | DR  |
| --- | ------------------------- | -- | - | - | - | - | -- | -- | --- |
| 1.  | Rep. Dominicana           | 15 | 6 | 5 | 0 | 1 | 24 | 3  | +19 |
| 2.  | Bermuda                   | 13 | 6 | 4 | 1 | 1 | 14 | 5  | +9  |
| 3.  | Barbados                  | 4  | 6 | 1 | 1 | 4 | 11 | 19 | -8  |
| 4.  | Saint Vincent e Grenadine | 3  | 6 | 1 | 0 | 5 | 4  | 26 | -22 |

| Squadra                   | Rep. Dominicana (bandiera) | Bermuda (bandiera) | Saint Vincent e Grenadine (bandiera) | Barbados (bandiera) |
| ------------------------- | -------------------------- | ------------------ | ------------------------------------ | ------------------- |
| Rep. Dominicana           |                            | 2 – 0              | 4 – 0                                | 3 – 0               |
| Bermuda                   | 2 – 0                      |                    | 3 – 0 (tav.)                         | 4 – 2               |
| Saint Vincent e Grenadine | 0 – 8                      | 0 – 4              |                                      | 4 – 2               |
| Barbados                  | 1 – 7                      | 1 – 1              | 5 – 0                                |                     |

## Lega C

### Gruppo A
| Pos | Squadra        | Pt | G | V | P | S | RF | RS | DR  |
| --- | -------------- | -- | - | - | - | - | -- | -- | --- |
| 1.  | Belize         | 18 | 6 | 6 | 0 | 0 | 20 | 1  | +19 |
| 2.  | Aruba          | 9  | 6 | 3 | 0 | 3 | 19 | 6  | +13 |
| 3.  | Bonaire        | 7  | 6 | 2 | 1 | 3 | 6  | 14 | -8  |
| 4.  | Turks e Caicos | 1  | 6 | 0 | 1 | 5 | 0  | 24 | -24 |

| Squadra        | Belize (bandiera) | Aruba (bandiera) | Turks e Caicos (bandiera) | Bonaire (bandiera) |
| -------------- | ----------------- | ---------------- | ------------------------- | ------------------ |
| Belize         |                   | 2 – 0            | 3 – 0                     | 3 – 0              |
| Aruba          | 0 – 1             |                  | 8 – 0                     | 5 – 0              |
| Turks e Caicos | 0 – 6             | 0 – 5            |                           | 0 – 2              |
| Bonaire        | 1 – 5             | 3 – 1            | 0 – 0                     |                    |

### Gruppo B
| Pos | Squadra     | Pt | G | V | P | S | RF | RS | DR  |
| --- | ----------- | -- | - | - | - | - | -- | -- | --- |
| 1.  | Cuba        | 12 | 4 | 4 | 0 | 0 | 11 | 2  | +9  |
| 2.  | Saint Lucia | 6  | 4 | 2 | 0 | 2 | 12 | 8  | +4  |
| 3.  | Guadalupa   | 0  | 4 | 0 | 0 | 4 | 2  | 15 | -13 |

| Squadra     | Cuba (bandiera) | Saint Lucia (bandiera) | Guadalupa (bandiera) |
| ----------- | --------------- | ---------------------- | -------------------- |
| Cuba        |                 | 4 – 1                  | 3 – 0                |
| Saint Lucia | 1 – 2           |                        | 5 – 1                |
| Guadalupa   | 0 – 2           | 1 – 5                  |                      |

### Gruppo C
| Pos | Squadra                 | Pt | G | V | P | S | RF | RS | DR  |
| --- | ----------------------- | -- | - | - | - | - | -- | -- | --- |
| 1.  | Grenada                 | 12 | 4 | 4 | 0 | 0 | 16 | 2  | +14 |
| 2.  | Isole Vergini Americane | 4  | 4 | 1 | 1 | 2 | 2  | 7  | -5  |
| 3.  | Bahamas                 | 1  | 4 | 0 | 1 | 3 | 3  | 12 | -9  |

| Squadra                 | Isole Vergini Americane (bandiera) | Grenada (bandiera) | Bahamas (bandiera) |
| ----------------------- | ---------------------------------- | ------------------ | ------------------ |
| Isole Vergini Americane |                                    | 0 – 2              | 0 – 0              |
| Grenada                 | 4 – 0                              |                    | 4 – 1              |
| Bahamas                 | 1 – 2                              | 1 – 6              |                    |

### Gruppo D
| Pos | Squadra      | Pt | G | V | P | S | RF | RS | DR  |
| --- | ------------ | -- | - | - | - | - | -- | -- | --- |
| 1.  | Curaçao      | 12 | 4 | 4 | 0 | 0 | 18 | 4  | +14 |
| 2.  | Anguilla     | 4  | 4 | 1 | 1 | 2 | 8  | 13 | -5  |
| 3.  | Isole Cayman | 1  | 4 | 0 | 1 | 3 | 4  | 13 | -9  |

| Squadra      | Curaçao (bandiera) | Isole Cayman (bandiera) | Anguilla (bandiera) |
| ------------ | ------------------ | ----------------------- | ------------------- |
| Curaçao      |                    | 6 – 1                   | 5 – 2               |
| Isole Cayman | 0 – 2              |                         | 2 – 2               |
| Anguilla     | 1 – 5              | 3 – 1                   |                     |

## Spareggi
Le tre seconde dei gironi della Lega A e le tre vincitrici dei gironi della Lega B avanzano agli spareggi. Le sei squadre sono state divise in tre abbinamenti in base alla classifica femminile CONCACAF di dicembre 2023. Le partite, disputate in gara unica, il 17 febbraio 2024 si svolgeranno al Dignity Health Sports Park di Carson.
| Squadra         | Partecipante in quanto              | Ranking CONCACAF |
| --------------- | ----------------------------------- | ---------------- |
| Haiti           | Secondo nel Gruppo C della Lega A   | 7                |
| El Salvador     | Vincitore del Gruppo B della Lega B | 9                |
| Guyana          | Vincitore del Gruppo A della Lega B | 11               |
| Rep. Dominicana | Vincitore del Gruppo C della Lega B | 12               |
| Guatemala       | Secondo del Gruppo B della Lega A   | 15               |
| Porto Rico      | Secondo del Gruppo C della Lega A   | 17               |

### Risultati
| Arbitro: | Priscila Pérez |

|  |           |                     |
|  | Marcatori | 41’ Aguilera (rig.) |

| Arbitro: | Tatiana Guzmán |

|                              |           |              |
| Cerén 19’, 45+1’, 69’ (rig.) | Marcatori | 77’ Martínez |

| Arbitro: | Crystal Sobers |

|  |           |              |
|  | Marcatori | 55’ González |